# Aktionsparameter
Aktionsparameter ist in der Entscheidungstheorie eine vom Entscheidungsträger im Rahmen seiner Entscheidung unter Beachtung der Ziele unmittelbar beeinflussbare (ökonomische) Größe. Aktionsparameter stehen allen Wirtschaftssubjekten zur Verfügung.

## Allgemeines
Der Begriff des Aktionsparameters geht auf Ragnar Frisch zurück, der ihn 1933 prägte. „The action parameters, …, must be concidered as independent parameters“. Erich Schneider führte ihn 1934 in das deutsche Schrifttum ein. Danach wird als Aktionsparameter „einer Wirtschaftseinheit eine in ihren Wirtschaftsplan eingehende Größe verstanden, welche die Wirtschaftseinheit nach eigenem Ermessen festsetzen (fixieren) kann“.
Bei Entscheidungen ist danach zu unterscheiden, wie weit der Einfluss des Entscheidungsträgers auf die erwarteten Ereignisse reicht. Durch Entscheidungen sollen in Unternehmen idealerweise direkt, und zwar im Hinblick auf Nutzenverbesserungen oder Gewinnsteigerungen, bestimmte ökonomische Größen beeinflusst werden können. Zu den beeinflussbaren Größen gehören insbesondere Verkaufspreis und Absatzmenge (volkswirtschaftlich nur beim Monopolisten), Qualität, Lieferbedingungen, Information, Werbung, Service, Forschung und Entwicklung. Wenn Entscheidungen nur indirekt zur Beeinflussung dieser Größen beitragen können, spricht man von Reaktionsparametern. Bei der vollständigen Konkurrenz gehört der – vom einzelnen Unternehmen nicht beeinflussbare – Preis zu den Reaktionsparametern. Der Aktionsparameter soll eine bestimmte Reaktion durch den Reaktionsparameter erzielen, der vom Entscheidungsträger nicht unmittelbar beeinflusst werden kann. Wird also der Aktionsparameter „Preis“ eingesetzt, soll insbesondere die Absatzmenge als Reaktionsparameter reagieren. Ein Aktionsparameter bestimmt über den Mittel-Einsatz, der Mittel-Bedarf ist ein Reaktionsparameter und die Mittel-Verfügbarkeit ein Datenparameter.

## Aktionsparameter in Unternehmen
Aktionsparameter haben für Unternehmen besondere Bedeutung und zeigen sich in vielfältiger Weise als vom Entscheidungsträger autonom gestaltbare Größen. Es handelt sich um Größen, die ein Unternehmer auswählt, um ein bestimmtes Unternehmensziel zu erreichen. Alle betrieblichen Funktionen wie Beschaffung, Produktion, Vertrieb oder Finanzierung und die Querschnitts- oder Servicefunktionen wie Unternehmensleitung, Personalwesen, Verwaltung, Information, Forschung und Entwicklung und Logistik weisen für ihren Bereich typische Größen auf, die als Aktionsparameter bei Entscheidungen dienen.
Wenn einem Entscheidungsträger etwa in der Unternehmensleitung die Aufgabe zukommt, den Verkaufspreis einer neuen Ware festzulegen, so wird er sich in aller Regel an den Selbstkosten orientieren und diesen die Gewinnspanne hinzufügen, woraus sich der Verkaufspreis ergibt. Seine Entscheidung, diesen Verkaufspreis offiziell als solchen im Unternehmen zu kommunizieren und am Markt anzubieten, stellt einen Aktionsparameter dar. Er kann nämlich mit Sicherheit davon ausgehen, dass dieser Verkaufspreis im Unternehmen und im Markt als offizieller Preis angesehen und berücksichtigt wird. Entscheidet die Produktion über die Erhöhung einer betrieblichen Teilkapazität, so ist diese Größe ein Aktionsparameter. Eine Unternehmensplanung ist dann optimal, wenn ihre Aktionsparameter so festgelegt werden, dass unter Berücksichtigung restriktiv wirkender Datenparameter die Zielgröße ein Maximum erreicht. Ein weites Feld bilden in Unternehmen die Aktionsparameter bei der Bewertung und Bilanzierung.

## Aktionsparameter in der Wirtschaft

### Wirtschaftspolitik
Regierungen können Aktionsparameter durch den Erlass oder die Änderung von Gesetzen nutzen. Gesetze mit ökonomischer Wirkung sind für die betroffenen anderen Wirtschaftssubjekte mindestens als Reaktionsparameter oder gar als Datenparameter einzustufen. Das gilt etwa für Steuergesetze, durch die vom Staat Steuern erhoben werden. Bei einer Erhöhung der Einkommensteuer können sich die Steuerpflichtigen dieser zumindest kurzfristig nicht entziehen. Werden beispielsweise durch die Bundesrechtsanwaltsgebührenordnung die Anwaltsgebühren erhöht, so müssen sich alle betroffenen Kreise danach richten, sie unterliegen einem Datenparameter. 
Zentralbanken nutzen als wesentlichem Aktionsparameter den Leitzins. Verändern sie ihn, so sind das Zinsniveau und die Geldmenge für die Zentralbanken ein Reaktionsparameter. Außerdem verfügen sie über numerisch fixierbare und dauerhaft variierbare Aktionsparameter wie etwa die Mindestreserve (differenziert nach Einlagenkategorien und mit gesetzlichen Obergrenzen versehen). Da sich die Geschäftsbanken dieser Mindestreserve nicht entziehen können, führt die Erhöhung der Mindestreservesätze mit Sicherheit zu einer Erhöhung der Mindestreserven; für die Geschäftsbanken ist die Mindestreserve ein Datenparameter.

### Märkte
Je offener und weniger konzentriert die Märkte sind, desto wahrscheinlicher werden alle den Unternehmen zur Verfügung stehenden Aktionsparameter eingesetzt und umgekehrt. Die Aktionsparameter „Qualität oder Service“ sind gegenüber dem Preis weniger messbar, da sie schwieriger zu beurteilen sind, die Zeitverzögerung größer ist und nur ordinal vergleichbar sind (der Preis ist kardinal messbar). Ein regulierter Markt liegt vor, wenn die Aktionsparameter behördlichen Eingriffen unterliegen (Fest-, Höchst- oder Mindestpreise). Jan Tinbergen fand 1966 heraus, dass jeder zusätzliche Aktionsparameter die Inkompatibilitäten auf Märkten verringern kann.

### Sonstige
Bei der Vermögensbildung stehen sich die Aktionsparameter der Investition durch Unternehmen und das Sparen der Privathaushalte gegenüber. Aus der gegenseitigen Interaktion resultiert die Vermögensbildung; denn durch Investitionen entsteht reale Vermögensbildung, Sparen fördert die gesamtwirtschaftliche Vermögensbildung. Der Privathaushalt besitzt als Aktionsparameter (als Nachfrager von Gütern und Dienstleistungen) die von ihm nachgefragte Menge und Qualität.

## Aktionsparameter im Alltag
Der aus der Entscheidungstheorie stammende Begriff kann auf alle Alltagssituationen angewandt werden, bei denen Entscheidungen anstehen. Wer etwa zu entscheiden hat, mit welchem Verkehrsmittel er zur Arbeitsstätte fährt und das Fahrrad wählt, für den ist das Fahrrad der Aktionsparameter, der Straßenverkehr ein Reaktionsparameter und das Wetter ein Datenparameter.